# Crossout
『Crossout』（クロスアウト）は、Targem games社、Gaijin Entertainment社が開発し、サービスを行っている世紀末MMOカーアクションゲーム。ほぼ自由に車を作り、その車で世界中のプレイヤーとPvPを行ったり、AI車両とも戦える。基本プレイ無料の一部課金制。日本では2017年10月5日より、DMMによるサービスが開始された。